# La domenica della buona gente
La domenica della buona gente è un film del 1953 diretto da Anton Giulio Majano.

## Trama
Sullo sfondo di una partita di calcio Roma-Napoli, si intrecciano storie diverse. Un ex calciatore, che naviga in cattive acque, spera di trovare lavoro come allenatore, ma le speranze sfumano presto: la moglie è decisa ad abbandonarlo, ma la loro bambina li ricongiunge. Un pensionato gioca una schedina del Totocalcio e per un soffio manca il 13: con il 12 vince quattro milioni di lire, ma gli sembrano pochi. Giulio, disoccupato, preferisce andare alla partita piuttosto che a casa di Sandra, la sua fidanzata.
Sandra aveva combinato un incontro con uno zio che poteva procurargli un lavoro, ma l'incontro sfuma. Allo stadio Giulio incontra Ines, una giovane vedova, venuta da Salerno in cerca dell'amante, un avvocato dandy che l'ha abbandonata in attesa di un bambino. Giulio riesce a confortare e a calmare la donna e, quando questa finalmente rintraccia l'amante, si accorge che dalla sua borsetta è sparita la pistola: Giulio l'ha sottratta intuendo le sue intenzioni. Sandra rimprovera aspramente Giulio per il suo comportamento, ma alla fine si riconcilia con lui.

## Produzione
Prodotto dalla Trionfalcine di Giovanni Addessi e Gilberto Rossini, girato negli studi della Titanus della Farnesina a Roma, nell'estate del 1952. Il soggetto del film è tratto direttamente dal radiodramma Rai scritto da Giandomenico Giagni e Vasco Pratolini, trasmesso nel 1952, con Anna Miserocchi, Nino Manfredi, Flaminia Jandolo e Carlo Romano, sempre con la regia di Anton Giulio Majano. Il film uscì in prima nazionale il 25 gennaio 1953.
Curiosamente, il personaggio interpretato da Renato Salvatori ha la voce di Nino Manfredi che, a sua volta, interpreta una parte nel film ed è doppiato da Corrado Mantoni. Sophia Loren è doppiata da Adriana De Roberto.
Durante la partita fra Roma e Napoli sono riconoscibili, tra i tifosi del Napoli, Gigi Reder e Nino Vingelli.
Nel radiodramma la partita non è Roma-Napoli, bensì Roma-Lucchese, con tante interlocuzioni in dialetto fiorentino, che ben poco ha a che fare con l'accento lucchese; inoltre Ines non arriva da Salerno, ma da Grosseto.

## Incassi
Incasso accertato sino a tutto il 31 marzo 1959: L. 100.925.279